# Kullilaid
Kullilaid ou Kullikare est une très petite île inhabitée d'Estonie de 300 m2, située dans le golfe de Riga, dans la baie de Saastna laht.

## Géographie
L'île est située à 560 mètres de l'île de Saaremaa, la plus grande île estonienne, et dépend de la commune de Saaremaa, dans le comté de Saare. Elle fait partie de la réserve naturelle protégé de Kahtla-Kübassaare hoiuala.
Kullilaid mesure 50 mètres de long sur 50 mètres de large pour une superficie de 300 m2.